# HMS Phoebe (43)
HMS Phoebe (43) là một tàu tuần dương hạng nhẹ thuộc lớp Dido của Hải quân Hoàng gia Anh Quốc. Được đưa ra hoạt động trong giai đoạn Chiến tranh Thế giới thứ hai, nó đã tham gia nhiều hoạt động tại Địa Trung Hải, Châu Phi và Viễn Đông. Sau chiến tranh nó tiếp tục phục vụ thêm 5 năm tại Địa Trung Hải trước khi được đưa về lực lượng dự bị, ngừng hoạt động và tháo dỡ vào năm 1956.

## Thiết kế và chế tạo
Phoebe được chế tạo bởi hãng Fairfield Shipbuilding and Engineering Company tại Govan, Scotland, được đặt lườn vào ngày 2 tháng 9 năm 1937. Nó được hạ thủy vào ngày 25 tháng 3 năm 1939, và được đưa ra hoạt động vào ngày 30 tháng 9 năm 1940.

## Lịch sử hoạt động

### Địa Trung Hải

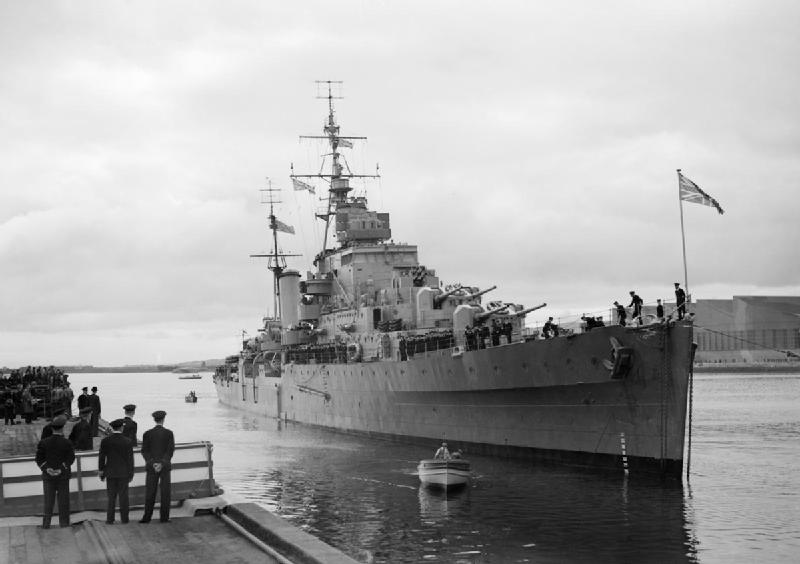
HMS Phoebe với Vua George VI và Hoàng hậu Elizabeth trên tàu, dọc theo bến tàu tại Belfast

Phoebe trải qua sáu tháng phục vụ đầu tiên cùng Hạm đội Nhà làm nhiệm vụ hộ tống các đoàn tàu vận tải chuyển binh lính trong chặng đầu tiên của chuyến hành trình dài ngang qua mũi Hảo Vọng đến Trung Đông. Vào tháng 4 năm 1941 nó được điều sang Hải đội Tuần dương 7 tại Chiến trường Địa Trung Hải. Một trong những hoạt động đầu tiên của nó là triệt thoái lực lượng khỏi Hy Lạp và Crete, rồi nhanh chóng tiếp nối bằng các cuộc đổ bộ lên Syria và vận chuyển binh lính đến và đi từ Tobruk. Nó bị một máy bay đánh trúng đang khi trên đường đi sang Hoa Kỳ để sửa chữa; hư hỏng gây ra buộc nó phải ngừng hoạt động đến tám tháng. Phoebe quay trở lại Địa Trung Hải vào mùa Hè năm 1942 để hộ tống cho đoàn tàu vận tải cuối cùng bị tấn công nặng nề đi đến Malta.

### châu Phi
Vào ngày 23 tháng 10 năm 1942, HMS Phoebe trúng phải ngư lôi phóng từ tàu ngầm Đức U-161 ngoài khơi Congo trong khi đang đi ngang Châu Phi Xích đạo thuộc Pháp. Nó đang trên đường đi từ Simonstown đến Freetown, nhưng phải ghé qua tiếp nhiên liệu tại Pointe Noire. Hai chiếc U-boat U-161 và U-126 đang tuần tra tại khu vực này vào lúc đó.
Sau khi bị đánh trúng, một tàu corvette (tàu hộ tống nhỏ) khởi hành từ cảng đã đến trợ giúp, ngăn ngừa chiếc U-boat kết liễu chiếc tàu tuần dương. Có khoảng 60 thành viên thủy thủ đoàn thiệt mạng trong vụ tấn công, và có thêm ba người từ trần vì sốt rét trong những ngày sau đó. Sau khi được sửa chữa tạm, Phoebe lên đường đi New York để được sửa chữa triệt để. Đây quả là một kỳ công khi phải di chuyển 10.000 dặm với một lỗ thủng 18 m × 9 m (60 ft × 30 ft) trên lườn tàu. Công việc sửa chữa chỉ hoàn tất vào tháng 6 năm 1943; và đến tháng 10, nó quay trở lại Mặt trận Địa Trung Hải để tham gia các hoạt động trong biển Aegean.

### Viễn Đông

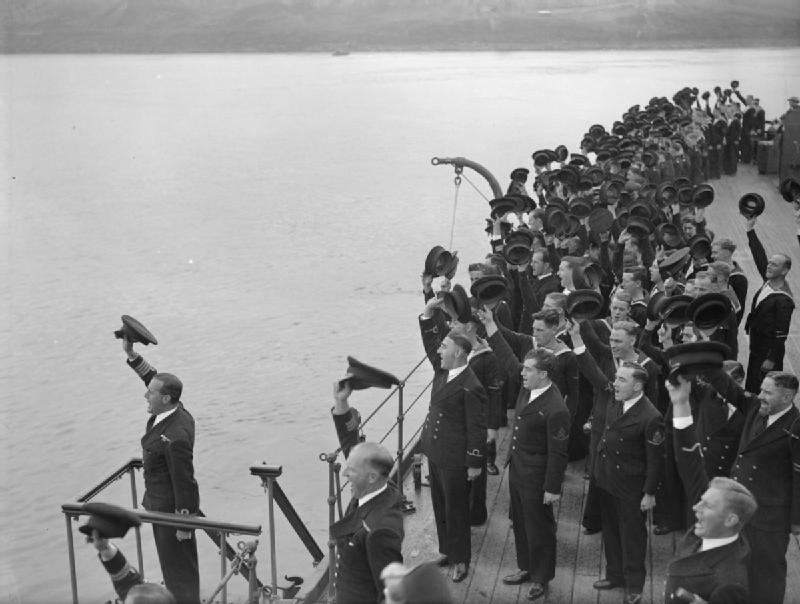
Chỉ huy con tàu trên chiếc HMS Phoebe dẫn đầu đoàn chào mừng Vua George VI, trong thành phần Hạm đội Nhà tại Scapa Flow

Vào tháng 5 năm 1944, Phoebe được chuyển sang Hạm đội Viễn Đông và đã tham gia các hoạt động tấn công vào quần đảo Andaman, Sabang ở phía Bắc Sumatra và quần đảo Nicobar. Vào tháng 1 năm 1945, nó chuyển sang các hoạt động hỗ trợ đổ bộ tại Mặt trận Miến Điện, và đã tham gia các hoạt động tại Akyab, đảo Ramree ngoài khơ bờ biển Arakan, và đảo Cheduba. Đến tháng 5 năm 1945, Phoebe tham gia vào cuộc tấn công đổ bộ xuống Rangoon.

### Sau chiến tranh
Sau khi Nhật Bản đầu hàng, Phoebe quay trở về nhà để tái trang bị, rồi sau đó tiếp tục phục vụ thêm năm năm trong thời bình cùng Hạm đội Địa Trung Hải. Sau một giai đoạn nằm trong lực lượng dự bị, nó bị bán để tháo dỡ vào năm 1956. Nó được cho kéo đến Blyth vào ngày 1 tháng 8 năm 1956 để được tháo dỡ bởi hãng Hughes Bolkow.